# Kozioł (gromada)
Kozioł – dawna gromada, czyli najmniejsza jednostka podziału terytorialnego Polskiej Rzeczypospolitej Ludowej w latach 1954–1972.
Gromady, z gromadzkimi radami narodowymi (GRN) jako organami władzy najniższego stopnia na wsi, funkcjonowały od reformy reorganizującej administrację wiejską przeprowadzonej jesienią 1954 do momentu ich zniesienia z dniem 1 stycznia 1973, tym samym wypierając organizację gminną w latach 1954–1972.
Gromadę Kozioł z siedzibą GRN w Koźle utworzono – jako jedną z 8759 gromad – w powiecie kolneńskim w woj. białostockim, na mocy uchwały nr 17/V WRN w Białymstoku z dnia 4 października 1954. W skład jednostki weszły obszary dotychczasowych gromad Kozioł i Górszczyzna ze zniesionej gminy Czerwone oraz obszar dotychczasowej gromady Szablaki wraz z koloniami Łacha położonymi za jeziorem Łacha z dotychczasowej gromady Łacha i wsią Popiołki z dotychczasowej gromady Popiołki ze zniesionej gminy Turośl w tymże powiecie. Dla gromady ustalono 12 członków gromadzkiej rady narodowej.
31 grudnia 1959 gromadę Kozioł zniesiono, włączając jej obszar do gromad Czerwone (wsie Kozioł i Gorszczyzna oraz obszar lasów państwowych N-ctwa Kolno obejmujący oddziały 1—51 i 83—85), Leman (kolonię Łacha) i Turośl (wieś Szablaki i kolonię Popiołki).